# Marie-Christine Koundja
Marie-Christine Koundja (sinh ngày 30 tháng 3 năm 1957) là một nhà văn và nhà ngoại giao Chad, người đã làm việc trong các phòng ban, bộ và đại sứ quán tại đất nước bà. Là tác giả nữ người Chad xuất bản đầu tiên, bà đã viết hai cuốn tiểu thuyết: Al-Istifakh, ou, L'idylle de mes amis (2001) và Kam-Ndjaha, la dévoreuse (2009).

## Tiểu sử
Koundja được sinh ra ở thị trấn Iriba phía đông Chad vào năm 1957. Sau khi học cấp hai, bà học luật một năm tại Đại học N'Djamena, làm gián đoạn việc học để đăng ký vào trường thư ký ở Yaoundé, Cameroon. Bà làm việc cho một số cơ quan nhà nước của Chad ở Cameroon, bao gồm cả cơ quan dân sự, và sau đó được bổ nhiệm làm bộ trưởng bộ ngoại giao tại đại sứ quán của Chad.
Khi cuốn sách đầu tiên của cô, Al-Istifakh ou l'idylle de mes amis, được phát hành ở Yaoundé năm 2001 (Editions Clé), Koundja trở thành nữ tác giả xuất bản đầu tiên trong lịch sử của Chad. Cuốn tiểu thuyết là câu chuyện về hai người trẻ quyết định kết hôn mặc dù cha mẹ họ không đồng ý vì sự khác biệt về bộ lạc và tôn giáo. Cuốn tiểu thuyết kết thúc có hậu, với cặp vợ chồng sống hạnh phúc ở Pháp và Koundja sử dụng cuộc hôn nhân của họ để tượng trưng cho các vấn đề xã hội gây khó chịu cho xã hội Chad từ năm 1979 và ủng hộ văn hóa tha thứ.
Koundja sau đó trở thành Bí thư thứ nhất tại Đại sứ quán Chadian ở Abuja, Nigeria. Cuốn tiểu thuyết thứ hai của bà, Kam-Ndjaha, la dévoreuse, được xuất bản năm 2009 (Paris: Éditions Menaibuc). Cuốn sách đề cập đến các chủ đề về nghèo đói, không chung thủy và tình bạn.
Koundja là mẹ của bốn đứa trẻ.

## Tác phẩm
- Al-Istifakh ou l'idylle de mes amis ("Al-Istifakh, or the Romance of my Friends"), Yaoundé: Editions Clé, 2001 (146pp.). ISBN 2-7235-0129-9. Preface by Pascal Charlemagne Messanga Nyamding.
- Kam-Ndjaha, la dévoreuse, Paris: Éditions Menaibuc, 2009. ISBN 9782353490820